# Strada statale 322 delle Collacchie
La ex strada statale 322 delle Collacchie (SS 322), ora strada provinciale 158 delle Collacchie (SP 158) da Follonica a Grosseto e strada provinciale 159 Scansanese (SP 159) da Grosseto a Manciano, è una strada provinciale italiana che si sviluppa interamente in territorio toscano e in provincia di Grosseto.

## Percorso

### SP 158 delle Collacchie
Collega Follonica con Grosseto.
Ha origine presso l'abitato di Follonica, dalla parte meridionale del quadrivio attraversato dal vecchio tracciato della strada statale 1 Via Aurelia, che dal lato settentrionale dà origine anche alla ex strada statale 439 Sarzanese Valdera che decorre in senso opposto.
La strada si presenta ovunque a carreggiata unica, con una corsia per senso di marcia, divenendo di carattere extraurbano secondario al di fuori dei centri abitati, ove invece assume le caratteristiche di strada all'interno del centro abitato.
Dopo la sua origine, la strada procede verso sud seguendo il tratto costiero, a tratti sublitoraneo, che attraversa prima la località balneare di Puntone di Scarlino, poi sale leggermente lungo un tratto delle Bandite di Scarlino, scendendo di nuovo a valle in località Pian d'Alma, ove è presente un crocevia, con deviazione a destra verso Punta Ala e a sinistra verso Tirli e la vetta di Poggio Ballone. Il tratto in oggetto è stato ammodernato nella prima metà degli anni sessanta. I lavori hanno riguardato l'allargamento della carreggiata ed il miglioramento della planimetria del tracciato, con l'apertura della galleria Quercia Mercata, avvenuta nel 1966.
La strada prosegue dritta defilandosi di alcune centinaia di metri dal tratto litoraneo, a cui si ricongiunge presso la località di Riva del Sole, nel comune di Castiglione della Pescaia, ove prosegue come strada lungomare attraversando l'intero abitato, il ponte Giorgini sul fiume Bruna ed entrando poco a sud nel comune di Grosseto ove continua ad attraversare l'intera pineta del Tombolo come strada lungomare, superando il Forte delle Marze ed arrivando al quadrivio di Marina di Grosseto, un paio di chilometri dopo aver superato il ponte sulla Fiumara. Giunta al quadrivio, la strada volta a sinistra, verso est, iniziando ad inoltrarsi verso l'entroterra, costeggiando la Fattoria di Principina ed attraversando l'abitato di Principina Terra prima di attraversare la parte meridionale di Grosseto, da cui si ritrova nella viabilità urbana con la denominazione di Via Scansanese.

#### Centri abitati
- Follonica (km 0) - Puntone di Scarlino (km 4) - Pian d'Alma (km 9) - Bivio di Punta Ala (km 10) - Pian di Rocca (km 16) - Bivio di Rocchette (km 17) - Roccamare (km 18) - Riva del Sole (km 19) - Castiglione della Pescaia (km 20) - Marina di Grosseto (dal km 32,5 al km 35) - Principina Terra (km 40) - Grosseto Sud (km 43).

### SP 159 Scansanese
Giunta nella parte est del capoluogo maremmano, la strada prosegue lambendo Istia d'Ombrone. Fino all'alluvione del 4 novembre 1966, la statale entrava all'interno del paese e continuava verso sud superando il vecchio ponte sull'Ombrone. Il ponte, completamente distrutto dalla piena del fiume, fu ricostruito più a valle e inaugurato all'inizio degli anni settanta, determinando lo spostamento del tracciato al di fuori del centro abitato. Dopo Istia d'Ombrone, il percorso inizia a salire le prime pendici collinari che porteranno fino al cuore dell'area delle Colline dell'Albegna e del Fiora. Entrata nel territorio comunale di Scansano, la strada incontra in ordine la località di Preselle, il bivio per la frazione medievale di Montorgiali e la località di Pancole, ove un altro bivio dà la possibilità di raggiungere il Castello di Montepò, il Castello di Cotone e l'abitato di Polveraia. Poco prima di giungere ai tornanti per scollinare il Poggio di Scansano, vi è un altro bivio, ma sulla parte opposta, per poter scendere verso ovest a Montiano. Scollinato il poggio, la strada scende all'interno dell'abitato di Scansano, ove un'altra deviazione verso ovest permette il collegamento con Pereta e Magliano in Toscana. Attraversato interamente il centro storico, un bivio permette di andare sulla strada statale 323 Amiatina verso Poggioferro, Murci e Roccalbegna, mentre il tratto principale della strada prosegue verso sud-est.
Dopo aver superato l'abitato di Pomonte, con la breve deviazione per la Villa Sforzesca di Pomonte, la strada prosegue ancora verso sud-est, raggiungendo prima il caratteristico borgo di Montemerano, dal quale un bivio verso nord permette di raggiungere Saturnia, e poi, dopo una serie di curve, giunge finalmente all'interno dell'abitato di Manciano dove termina presso l'incrocio con la ex strada statale 74 Maremmana.
È particolarmente apprezzata dai mototuristi, in virtù delle innumerevoli curve e dei paesaggi spettacolari che attraversa.

#### Centri abitati
- Grosseto Est (km 45) - Casalecci (km 48) - Istia d'Ombrone (km 50) - Preselle (km 58) - Bivio di Montorgiali (km 63) - Pancole (km 66) - Scansano (km 72) - Pomonte (km 84) - Montemerano (km 93) - Poderi di Montemerano (km 95) - Manciano (km 99).

## Gestione
In seguito al decreto legislativo n. 112 del 1998, dal 2001 la gestione è passata dall'ANAS alla Regione Toscana che ha provveduto al trasferimento dell'infrastruttura al demanio della Provincia di Grosseto.